# 동해 삼화사 소장 갑사본 천지명양수륙재의찬요
동해 삼화사 소장 갑사본 천지명양수륙재의찬요(東海 三和寺 所藏『甲寺本 天地冥陽水陸齋儀纂要』)는 대한민국 강원특별자치도 동해시 삼화동 삼화사에 있는' 조선시대의 수륙재의 제반 의식에 필요한 절차의 요점만을 뽑아 간결하게 정리하여 設行者의 편의를 도모하고자 편찬한 의식집이다. 2011년 6월 17일 강원특별자치도의 문화재자료 제150호로 지정되었다.

## 개요
표제는 ‘中禮文’, 내지 첫 면에 ‘天地冥陽水陸齋儀纂要’로 되어있다. 체제는 덕주사본과 같으나 41장-4행~46장-2행까지 缺刷되어 있다.
권말에 ‘萬曆三十五年丁未三月忠淸道公州地鷄龍山甲寺開’ 간기가 판각되어 있어 1607년 공주 계룡사에서 간행한 것임을 알 수 있다.
권말의 시주면 맨 끝에 ‘前五德寺持任 天珪華’가 기재되어 있어, 이 책의 간행은 오덕사 주지를 지낸 천규화가 주관하였음을 알 수 있다. 그리고 ‘刻手秩 車彦水’라는 기록으로 보아 차언수에 의해 판각된 것으로 보인다.
이 책은 수륙재의 제반 의식에 필요한 절차의 요점만을 뽑아 간결하게 정리하여 設行者의 편의를 도모하고자 편찬한 의식집으로, ‘中禮文’으로 약칭되기도 한다. 삼화사에서 국행수륙대재 설행 시 참고 서적으로 활용하였다.
수륙재는 불교에서 물과 육지에서 헤매는 외로운 영혼과 餓鬼를 달래며 위로하기 위하여 불법을 강설하고 음식을 베푸는 종교의식이다. 한국의 수륙재는 고려 광종 21년(970) 수륙도량을 설했다는 기록이 전하고 충혜왕 때는 ｢천지명양수륙재의｣등의 우리식 수륙재의문이 편찬되어 있다.
삼화사의 국행수륙대재는 태조 4년(1395)에 시작되었는데, 이는 삼척지역에 유폐되었던 공양왕의 絞殺에 의한 영혼을 달래고, 이와 관련된 有主無主의 孤魂을 천도하여 사회적 안정을 기하려는 목적에서 매년 春秋로 설행하면서 정례화 된 국행수륙대재로 자리 잡게 되었다.
동해 삼화사 소장 갑사본 천지명양수륙재의찬요는 1607년 공주 계룡산 갑사에서 간행한 목판본으로 간기가 명확하고, 덕주사본과 비교하여 약간의 흠결은 있지만 오랜 동안 삼화사에서 설행한 국행수륙재의의 참고 서적으로 이용하는 등 수륙재의와 연관성이 있고, 덕주사본과 비교 연구할 가치가 있다.

## 같이 보기
- 삼화사
- 삼화사 수륙재
- 동해 삼화사 소장 덕주사본 천지명양수륙재의찬요 - 강원도 유형문화재 제156호

## 참고 자료
- 동해 삼화사 소장『갑사본 천지명양수륙재의찬요』 - 국가유산청 국가유산포털
- 삼화사 소장 갑사본 천지명양수륙재의찬요 - 동해관광